# بطولة أمريكا الجنوبية لكرة الطائرة للرجال 1961
أقيمت بطولة أمريكا الجنوبية لكرة الطائرة للرجال 1961 في نسختها الرابعة في ليما في البيرو.

## الترتيب النهائي
| المركز | المنتخب   |
| ------ | --------- |
|        | البرازيل  |
|        | تشيلي     |
|        | الأرجنتين |
| 4      | بيرو      |
| 5      | كولومبيا  |

## روابط إضافية
- بطولة أمريكا الجنوبية لكرة الطائرة للرجال 1961
- El V?leibol en Chile (بالإسبانية)

1. 1 2 3 4 5 6  "Sud. Mayores - Masculino". كونفدرالية أمريكا الجنوبية لكرة الطائرة. اطلع عليه بتاريخ 2023-11-20.